# آی (خواننده)
آی (انگلیسی: Ai؛ زادهٔ ۲ نوامبر ۱۹۸۱) خواننده-ترانه‌پرداز، تهیه‌کننده موسیقی، و آهنگساز اهل ژاپن است. وی از سال ۱۹۹۸ میلادی تاکنون مشغول فعالیت بوده‌است.